# Daniel Hendler

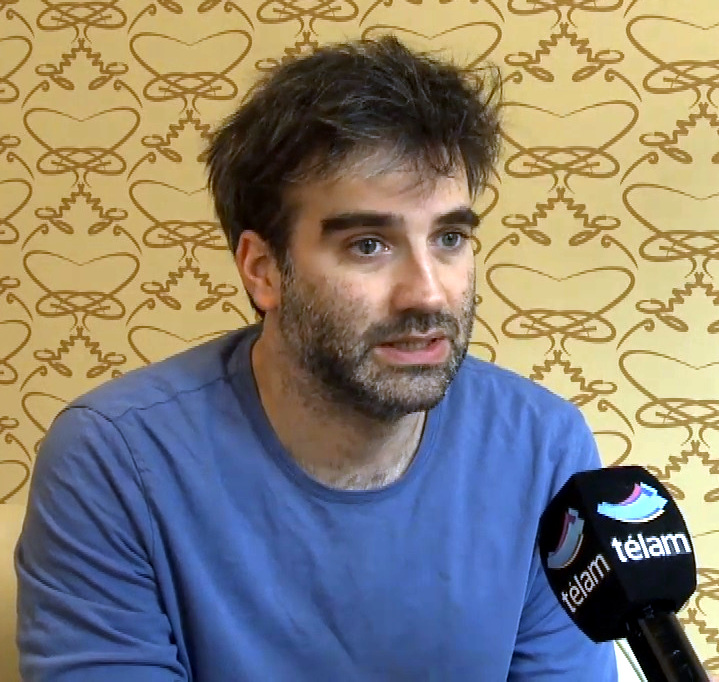
Daniel Hendler

Daniel Hendler (Montevideo, 3 januari 1976) is een Uruguayaans filmacteur. Hij speelt vooral mee in Argentijnse films. Zijn eerste film was het bekroonde Esperando al Mesías (2000) van Daniel Burman als Ariel. Hendler speelde nadien mee in drie andere films van Burman: Todas las Azafatas van al Cielo (2002), El abrazo partido (2004) en Derecho de Familia (2006).

## Filmografie
- Esperando al Mesías (2000)
- El Ojo en la Nuca (2001)
- Sábado (2001)
- 25 Watts (2001)
- No sabe no Contesta (2002)
- Todas las Azafatas van al Cielo (2002)
- El Fondo del Mar (2003)
- Whisky (2004)
- El abrazo partido (2004)
- Los Suicidas (2005)
- Reinas (2005)
- La Novia Errante (2006)
- Cara de Queso (2006)
- Derecho de Familia (2006)
- La ronda (2008)
- Los paranoicos (2008)
- Cabeça a prêmio (2009)
- Fase 7 (2011)
- Los Marziano (2011)
- Mi primera boda (2011)
- Entre Vales (2012)
- Edifício Tatuapé Mahal (2014)

## Televisie
- Mujeres en Rojo: Despedida (2003)
- Epitafios (2004)
- Aquí no hay quién viva (2008)